# Dipoena bonitensis
Espèce
Dipoena bonitensis est une espèce d'araignées aranéomorphes de la famille des Theridiidae.

## Distribution
Cette espèce est endémique du Mato Grosso do Sul au Brésil,.

## Description
Le mâle holotype mesure 2,03 mm et la femelle paratype 2,14 mm.

## Étymologie
Son nom d'espèce, composé de bonit[o] et du suffixe latin -ensis, « qui vit dans, qui habite », lui a été donné en référence au lieu de sa découverte, Bonito.

## Publication originale
- Rodrigues, 2013 : Six new species, complementary descriptions and new records from the Neotropical region of the spider genus Dipoena (Araneae: Theridiidae). Zootaxa, no 3750, p. 1-25.